# Мухаммед-хан II
Мухаммед-хан II (д/н—1570) — останній хан Східного Могулістану в 1570 році.

## Життєпис
Другий син Мансур-хана, правителя Могулістану. Після смерті батька у 1543 році розпочав боротьбу проти свого брата Шах-хана. З часом зумів захопити частину оази Хамі й став претендувати на володіння Турфаном, які частково зайняв 1565 року. Задля підтримки у війні проти брата одружився зі знатною ойраткою, що посилило його ворожнечу з Шах-ханом. Перебіг їх протистояння маловідомий.
У 1570 році після загибелі Шах-хана у війні з ойратами, захопив владу в Східному Могулістані. Втім володіння на той час переважно обмежувалися Кашгарією та Турфаном. Відчуваючи не певність, Мухаммед-хан II відправив посольство до династії Мін (на той час панувала в Китаї), визнаючи її зверхність. Втім ще до отримання відповіді проти нього рушили війська Яркендського ханства, які відправив хан Абдул-Карім. Мухаммед-хана II було переможено й він загинув. Його володіння увійшли до Яркендського ханства.